# أندري سيميونوف
أندري سيميونوف (الروسية: Семенов, Андрей Игоревич) هو لاعب كرة قدم روسي في مركز الدفاع، ولد في 8 يونيو 1992 في نليدوفو في روسيا. شارك مع منتخب روسيا تحت 21 سنة لكرة القدم. أما مع النوادي، فقد لعب مع سيسكا موسكو ولوخ إينيرجيا فلاديفوستوك ولوكوموتيف موسكو.